# 櫻井武次郎
櫻井 武次郎（桜井 武次郎、さくらい たけじろう、1939年4月3日  - 2007年1月22日）は、日本の国文学者。神戸親和女子大学名誉教授。近世文学、特に俳諧が専門。

## 略歴
大阪府豊能郡（現豊中市）出身。高野山大学文学部卒業。園田学園女子大学助教授、親和女子大学助教授、神戸親和女子大学教授、名誉教授。
2002年「奥の細道の研究」で、早稲田大学より博士（文学）の学位を取得。
2007年1月22日、筋萎縮性側索硬化症のため死去。67歳没。

## 著書
- 『元禄の大坂俳壇』（前田書店、前田国文選書） 1979
- 『上嶋鬼貫 伊丹の俳人』（新典社、日本の作家） 1983
- 『連句文芸の流れ』（和泉書院） 1989
- 『芭蕉自筆「奥の細道」の顛末』（PHP研究所） 1997
- 『蘇枋帖』1 - 2（紫薇の会） 1999 - 2002
- 『奥の細道の研究』（和泉書院） 2002
- 『俳諧から俳句へ』（角川学芸出版） 2004
- 『俳諧史の分岐点』（和泉書院） 2004
- 『奥の細道行脚 『曾良日記』を読む』（岩波書店） 2006

### 共編著・校訂
- 『展望俳諧の文学』（榎坂浩尚共編、双文社出版） 1976
- 『芭蕉全句集』（乾裕幸, 永野仁共編、桜楓社） 1976
- 『梅室関係俳書集』（島居清共編、古典文庫） 1988
- 『影印おくのほそ道』（編、双文社出版） 1991
- 『蕪村全集 第8巻 関係俳書』（藤田真一, 清登典子共校注、講談社） 1993
- 『近世小説選』（大高洋司ほか校注、編、双文社出版） 1994
- 『服部嵐雪』（編著、蝸牛社、蝸牛俳句文庫） 1996
- 『芭蕉自筆 奥の細道』（上野洋三共編、岩波書店） 1997、のち岩波文庫 2017
- 「俳諧開化集」（西谷富水編、越後敬子共校注、岩波書店、『新日本古典文学大系 明治篇 和歌 俳句 歌謡 音曲集』） 2003

## 参考
- セブンネットショッピング
- 『全国大学職員録』 1981
- おくのほそ道